# Lago di Gramolazzo
Il lago di Gramolazzo è un lago delle Alpi Apuane situato presso l'omonimo paese nel comune di Minucciano. Di origine artificiale, è stato creato nella seconda metà del 1900, insieme al famoso lago di Vagli dalla SELT Valdarno per l'utilizzazione idroelettrica del fiume Serchio e dei suoi affluenti. Attualmente è gestito da Enel Produzione S.p.a. 
Il lago, che ha una superficie di un chilometro quadrato e un volume di 3,8 milioni di metri cubi, ha sia come immissario che come emissario il Serchio di Gramolazzo, uno dei due rami che, unendosi presso Piazza al Serchio, formano il fiume toscano. Un altro importante torrente che va ad immettersi nel lago è il torrente Acqua Bianca, che provenendo dal monte Pisanino attraversa il paese di Gorfigliano (frazione del comune di Minucciano). Gran parte dell'acqua però viene immessa tramite un canale in sponda sinistra, vicino alla diga, che con una portata massima di 20 metri cubi al secondo scarica le acque captate dal Serchio nella vallata di Sillano. Le acque del lago di Gramolazzo alimentano la centrale di Fabbriche che le scarica a sua volta nel lago di Vagli. 

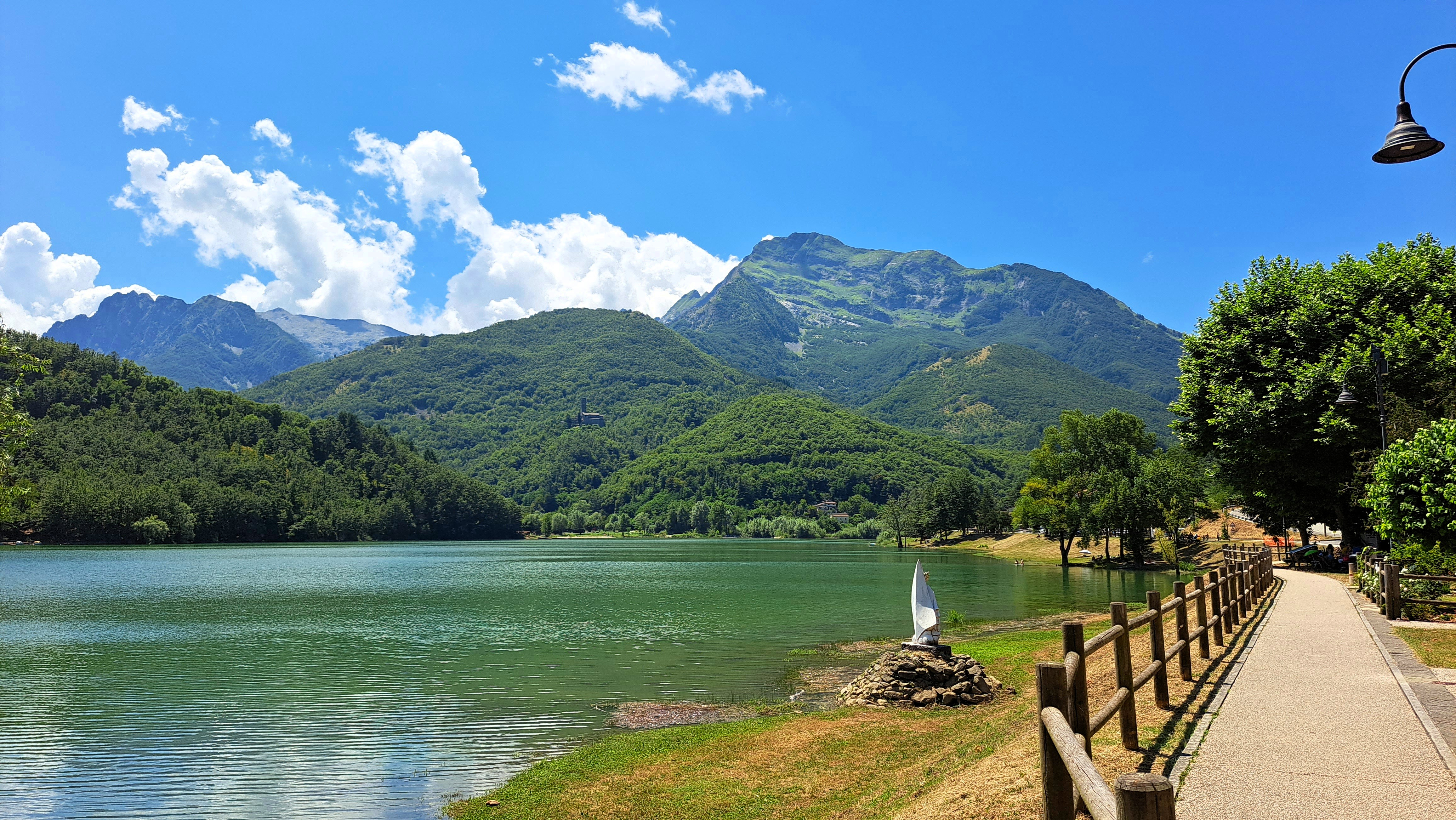
Lago di Gramolazzo

Sul lago sono presenti alcune strutture turistiche, come ad esempio un campeggio, un albergo ed alcuni ristoranti; è infatti possibile la balneazione durante i mesi estivi, nei pressi di alcuni arenili sabbiosi presenti sulle sponde del lago. Tra il 2019 ed il 2025 è stata realizzata una bella passeggiata lungolago, dotata di piccole spiagge, giardini, aree gioco per bambini, aree picnic con barbecue, parcheggi, bar e noleggio di biciclette, canoe e pedalò. La passeggiata è impreziosita dalla presenza di diverse opere scultoree in marmo bianco tratto dalle vicine cave sulle Apuane. 

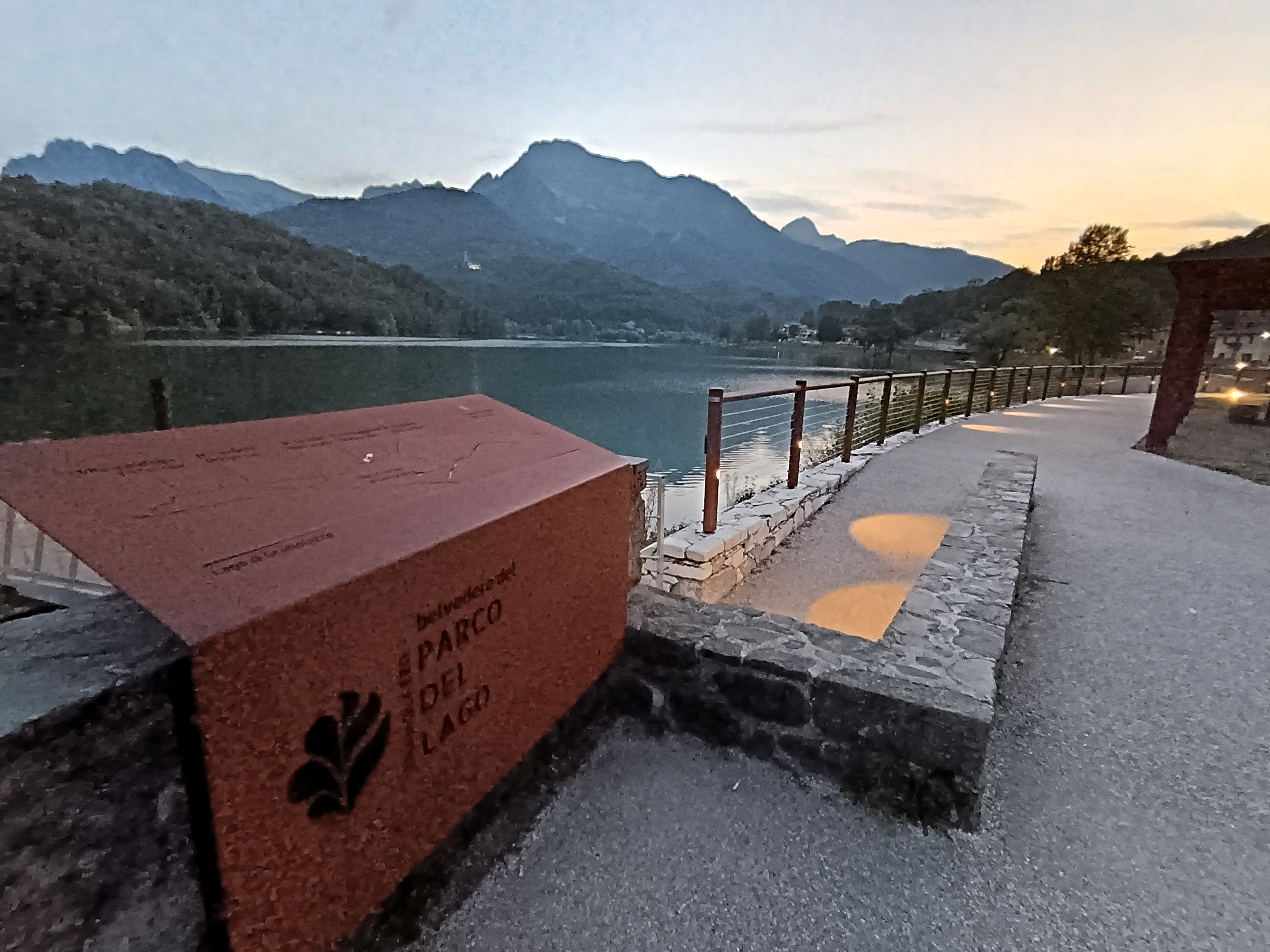
Lungolago di Gramolazzo all'imbrunire

Le acque del lago presentano un bellissimo colore verde grazie allo specchiarsi nelle stesse delle rigogliose foreste che ricoprono i monti circostanti, tra i quali svetta il Monte Pisanino che, con i suoi 1947 m s.l.m., è la vetta più alta delle Alpi Apuane.  
L'impatto ambientale delle cave di marmo apuane sul lago è oggetto di una dura battaglia da parte del movimento No Cav.